# Nereis casoae
Nereis casoae är en ringmaskart som beskrevs av Leon-Gonzalez och Solis-Weiss 200. Nereis casoae ingår i släktet Nereis och familjen Nereididae. Inga underarter finns listade i Catalogue of Life.